# مالدا
مالدا رمزها «MA» (بالإنجليزية: Malda)‏ ، هو تقسيم إداري لدولة الهند تتبع ولاية البنغال الغربية (بالإنجليزية: West  Bengal)‏ ، مركزها هو مدينة بازار الإنجليزية (بالإنجليزية: English  Bazar)‏ عدد سكانها حسب تعداد سنة 2001 هو 3,290,160 ، مساحتها 3,733 كم² وكثافة السكان 881 لكل كم² .